# Municipio de Harlem (Ohio)
El municipio de Harlem (en inglés: Harlem Township) es un municipio ubicado en el condado de Delaware en el estado estadounidense de Ohio. En el año 2010 tenía una población de 3953 habitantes y una densidad poblacional de 57,46 personas por km².

## Geografía
El municipio de Harlem se encuentra ubicado en las coordenadas 40°9′44″N 82°48′13″O / 40.16222, -82.80361. Según la Oficina del Censo de los Estados Unidos, el municipio tiene una superficie total de 68.8 km², de la cual 68,77 km² corresponden a tierra firme y (0,03 %) 0,02 km² es agua.

## Demografía
Según el censo de 2010, había 3953 personas residiendo en el municipio de Harlem. La densidad de población era de 57,46 hab./km². De los 3953 habitantes, el municipio de Harlem estaba compuesto por el 96,64 % blancos, el 0,94 % eran afroamericanos, el 0,23 % eran amerindios, el 0,35 % eran asiáticos, el 0,58 % eran de otras razas y el 1,26 % eran de una mezcla de razas. Del total de la población el 1,77 % eran hispanos o latinos de cualquier raza.